# 분석적 토마스주의
분석적 토마스주의(analytical Thomism)는 토마스 아퀴나스의 사상, 그를 계승한 철학을 포함한 토마스주의와 현대 분석철학 간의 사상 교환을 촉진하는 철학적 운동이다. 이는 다른 스콜라주의적 자료, 특히 둔스 스코투스에 의존하는 분석적 스콜라주의의 한 분파이다.
스코틀랜드 철학자 존 할데인은 1990년대 초에 이 용어를 처음 만들었으며, 그 이후로 이 운동의 주요 주창자 중 한 명이 되었다. 할데인에 따르면, "분석 토마스주의는 최근 영어권 철학의 스타일과 관심사를 성 토마스와 그의 추종자들이 공유하는 사상 및 관심사와 상호 관련시키는 것을 포함한다."

## 역사

### 19세기부터 세계 대전까지
아퀴나스 사상의 현대적 부활은 19세기 중반의 토마스주의자들, 예를 들어 토마소 마리아 지글리아라, 요제프 클로이트겐, 가에타노 산세베리노, 조반니 마리아 코르놀디의 저작에서 찾아볼 수 있다. 이 운동은 1879년 교황 레오 13세의 회칙 《에테르니 파트리스》에 의해 큰 추진력을 얻었다. 20세기 전반에는 에두아르 위공, 레지날드 가리그-라그랑주, 에티엔 질송, 자크 마리탱 등이 레오의 토마스주의 부활 요청을 이어받았다. 특히 질송과 마리탱은 유럽과 북미 전역에서 강연하며 영어권 가톨릭 철학자들에게 영향을 미쳤다. 이들 중 일부는 토마스주의를 광범위한 현대 철학적 경향과 조화시키기 시작했다.
유사하게, 폴란드의 크라쿠프 서클은 수리 논리학을 사용하여 토마스주의를 제시했는데, 이 서클은 토마스주의가 "의미와 주제가 연결되고 호환성 및 비호환성, 함의 등 논리적 관계로 연결된 명제들의 구조화된 집합"을 가지고 있다고 판단했다. 이 서클은 "두 차례의 세계 대전 사이 가톨릭 사상의 가장 중요한 표현"으로 평가받았다.

### 전후 아퀴나스 철학의 수용
20세기 중반에 이르러 아퀴나스의 사상은 엘리자베스 앤스콤, 피터 기치, 앤서니 케니의 작업을 통해 분석 철학 전통과 대화하기 시작했다. 앤스콤은 루트비히 비트겐슈타인의 제자이자 케임브리지 대학교의 후계자였으며, 논리학자이자 종교철학자인 기치와 결혼했다. 기치는 옥스퍼드에서 공부하는 동안 로마 가톨릭으로 개종했고, 앤스콤은 입학 전에 개종했으며, 두 사람 모두 옥스퍼드에서 도미니코회 수도사 리처드 키호에게 신앙 교육을 받았고, 그가 두 사람을 만나기 전에 교회에 받아들였다. 또한 한때 사제였고 전 가톨릭 신자였던 케니는 옥스퍼드 대학교의 저명한 철학자가 되었고, 비트겐슈타인의 문학 유산의 편집자이자 집행자가 되었다. 그는 여전히 일부 사람들에게 아퀴나스를 옹호하는 사람으로 묘사되지만(Paterson & Pugh, xiii-xxiii), 그가 신의 영원성과 같은 일부 기본적인 토마스주의 교리를 부정한 것은 이에 대한 의문을 제기한다.
한편 앤스콤과 앨러스터 매킨타이어, 필리파 풋, 모티머 애들러, 존 피니스와 같은 다른 아리스토텔레스주의자들은 분석 도덕 이론에서 "덕 윤리학"과 법학에서 "자연법 이론"의 부활에 크게 기여했다고 할 수 있다.

## 같이 보기
- 유제프 마리아 보헨스키
- 메타윤리학
- 종교철학
- 신스콜라 철학
- 리처드 스윈번

## 참고 문헌
- Haldane, John (2004). 《Faithful Reason: essays Catholic and Philosophical》. London and New York: Routledge.

- Murawski, Roman (2014). 《Cracow Circle and Its Philosophy of Logic and Mathematics》. 《Axiomathes》 25. 359–376쪽. doi:10.1007/s10516-014-9256-5. ISSN 1122-1151.

- Paterson, Craig; Pugh, Matthew S., 편집. (2006). 〈Introduction〉 (PDF). 《Analytical Thomism: Traditions in Dialogue》. Aldershot and Burlington, Vt.: Ashgate. 2011년 5월 26일에 원본 문서 (PDF)에서 보존된 문서.

- Simons, Peter (2003). 《Bocheński and Balance: System and History in Analytic Philosophy》. 《Studies in East European Thought》 55. 281–297쪽. doi:10.1023/A:1025344204927. hdl:2262/61823. ISSN 0925-9392. S2CID 142830603., reprinted in Edgar Morscher, Otto Neumaier, and Peter Simons (2011), Ein Philosoph mit "Bodenhaftung":  Zu Leben und Werk von Joseph M. Bocheński, Sankt Augustin:  Academia, pp. 61-79.